# Leany Lemos
Leany Barreiro de Sousa Lemos ComMD (Brasília, 6 de abril de 1970) é uma cientista política, consultora e política brasileira. Ela foi Diretora de Operações do Banco Regional de Desenvolvimento do Extremo Sul, tendo sido, ainda, a primeira mulher a ocupar a Presidência do BRDE entre os anos de 2020 e 2021, além de ter chefiado a Secretaria do Planejamento, Orçamento e Gestão do Rio Grande do Sul de 2019 a 2020. Atualmente, é Secretária Nacional de Planejamento do Ministério de Planejamento e Orçamento do Governo Lula .

## Biografia
Lemos é graduada em Letras-Tradução (1992), possuindo ainda mestrado em Ciência Política (1998) e doutorado em Estudos Comparativos das Américas (2005) pela Universidade de Brasília. Concluiu pós-doutorado em Ciência Política pelas universidades de Oxford e Princeton, no âmbito do Oxford-Princeton Global Leader Fellow (2009-2011).
Em 1993, Lemos foi aprovada no concurso de técnica legislativa do Senado Federal. Em 2012, prestou o concurso para consultora do Senado Federal e, por força de decisão do STJ, transitada em julgado em novembro de 2020, foi nomeada para o cargo em fevereiro de 2021, do qual encontra-se licenciada.
De 2008 a 2013, Lemos trabalhou como pesquisadora do Instituto de Política da Universidade de Brasília. 
Desde 2017, passou a lecionar no mestrado em Gestão Pública do Instituto Brasiliense de Direito Público.
Em 2013, Lemos foi nomeada chefe de gabinete do senador Rodrigo Rollemberg. No mesmo ano, filiou-se ao partido de Rollemberg, o PSB. Com a eleição de Rollemberg como governador, Lemos se tornou a secretária do Planejamento do Distrito Federal. No cargo, foi responsável por liderar o processo de ajuste fiscal da máquina administrativa distrital.
Em 2018, Lemos deixou o secretariado do Distrito Federal para concorrer ao Senado. Lemos acabou sendo preterida por Leila Barros como candidata ao Senado pela coligação de Rollemberg. Entretanto, compôs a chapa de Barros como primeira suplente, e ambas foram eleitas na eleição de outubro.
Em dezembro de 2018,  Lemos aceitou o convite para compor o gabinete do governador gaúcho Eduardo Leite, como secretária do planejamento. Deixou o cargo de secretária em maio de 2020, passando a coordenar o Comitê de Dados e a integrar o Gabinete de Crise da pandemia de COVID-19. Também foi indicada para ocupar uma das diretorias do Banco Regional de Desenvolvimento do Extremo Sul.
Após período sabático na Lemann Fellow of Practice na Blavatnik School of Government, em 2022, aceitou a posição de secretária nacional de Planejamento, junto ao Ministério de Planejamento e Orçamento, com a ministra Simone Tebet. Em 2023, como secretária, Lemos foi admitida pelo ministro da Defesa José Múcio à Ordem do Mérito da Defesa, no grau de Comendadora suplementar.